# Nederlands landskampioenschap voetbal 1899/1900
Dvanáctý ročník Nederlands landskampioenschap voetbal 1899/1900 (česky: Nizozemské fotbalové mistrovství). V turnaji se hrálo ve skupinách (Východní a Západní). Východní skupinu vyhrál Go Ahead - Victoria Combination a západní Haagsche VV. Finále skončilo 1:4 a 2:0 a 0:1 pro Haagsche VV, který získal již třetí titul.